# 夏の扉
『夏の扉』（なつのとびら）は、1981年4月21日にCBS・ソニーからリリースされた松田聖子の5枚目のシングル。規格品番：07SH 977。
7インチ・アナログ盤レーベルは「チェリーブラッサム」に続き初盤プレスのみ重厚なブルーレーベルになっており、従来のCBS・ソニーのオレンジレーベルと2種類が存在している。
1989年には8cmCDとして、2004年には紙ジャケット仕様の完全生産限定盤12cmCDとして再発された。
2010年には『Seiko Matsuda Single Collection 30th Anniversary Box 〜The voice of a Queen〜』に含まれる一枚として、2010年デジタルリマスタリング音源が、高品質Blu-spec CD仕様で再発された。

## 背景
表題曲「夏の扉」は、資生堂（現・ファイントゥデイ）″エクボ″ ミルキィフレッシュのCMソングとして使用された。同じ商品のCMに採用された裸足の季節の「エクボ」、風は秋色の「ミルキー」、本曲の「フレッシュ」の歌詞をつなぎ合わせることで商品名が完成する仕掛けがなされている。その後、2010年7月にサントリーの飲料 ″ビタミンウォーター″、2019年には伊藤ハムの食品 ″朝のフレッシュあらびきポークウインナー″ テレビCMにも使用された。
財津和夫作曲による2枚目のシングルであり、三浦徳子作詞による最後のシングルとなっている。アイドル歌謡らしからぬ前作「チェリーブラッサム」と比較し、アイドル・ポップスの「王道」と言うべき本作は、当初から松田本人が気に入り、レコーディングもすぐにOKが出たという。
テレビの音楽番組での振付は、初期の「（イントロ）猫パンチ」や、「ハサミチョキチョキポーズ」など、途中で何度も変わっている。
コンサートではラスト（またはラスト近く）の定番曲であり、「髪を切った私に」などの後の「聖子コール」と、サビの「フレッシュ、フレッシュ、フレッシュ」をファンが合唱するのがお約束。
スタジオ・ミュージシャンの今剛が弾く間奏の2回目のエレクトリック・ギターのソロパートの難易度が高く、発表当時の生演奏の歌番組では演奏を失敗した回や、奏者が演奏しやすいように独自に編曲した回などが多く見られた（歌番組では大半が2番を省略し、2回繰り返す間奏を1回に短縮）。
『第32回NHK紅白歌合戦』（1981年）披露曲。本作は歌詞に「髪を切った私に」というフレーズがあるが、松田は年末に翌年のシングルのイメージに合わせてデビュー以来の聖子ちゃんカットを切ってショートヘアにしており、奇しくも歌詞の内容に通じる髪型になっていた。
松田のファンを公言する平井堅が「POP STAR」（2005年）で「キラキラしたPOPS」の世界観を伝えるため、「POP STAR」の編曲者の亀田誠治に「夏の扉」を聴いてもらったという（J-WAVEのラジオ番組にて、平井談）。

## 収録曲
1. 夏の扉（3:30）
作詞：三浦徳子 / 作曲：財津和夫 / 編曲：大村雅朗
2. 頬に潮風（4:41）
作詞：浅川佐記子 / 作曲：森家住吉 / 編曲：松井忠重

## カバー
- LONG VACATION（アルバム『1979“1979”ORIGINAL SOUNDTRACK』）
- カバーソング・ドールズ（2007年、アルバム『Cover Song Dolls』）
- MAX（2010年、アルバム『BE MAX』）
- 私立恵比寿中学（宮崎れいな・真山りか・星名美怜・柏木ひなた）（2011年、コンピレーション・アルバム『MemorieS〜Bitter Sweet Pineapple〜』）
- 松岡禎丞（2020年、カバー・アルバム『VOICE〜声優たちが歌う松田聖子ソング〜 Male Edition』）
- テレビの音楽番組において、中川翔子と水樹奈々、May. JとJuice＝Juice、AKB48、乃木坂46など松田の曲の中で最も頻繁にカバーされている曲の一つ。

## 関連作品
- 夏の扉　
  - Silhouette 〜シルエット〜
  - 聖子・fragrance
  - Seiko・index
  - Seiko・plaza
  - Seiko Box
  - Seiko Monument
  - Bible
  - Complete Bible
  - Seiko Matsuda 1980-1995
  - SEIKO SUITE
  - Best of Best 27 （13）
  - I'll fall in love 愛的禮物
  - Premium Diamond Bible
  - Diamond Bible
  - SEIKO STORY〜80's HITS COLLECTION〜
  - Seiko Matsuda Hit Collection Vol.1
  - We Love SEIKO -35th Anniversary 松田聖子究極オールタイムベスト50Songs-
  - Seiko Matsuda Sweet Days
  - SEIKO MEMORIES 〜Masaaki Omura Works〜
  - Seiko Matsuda 40th Anniversary Bible -blooming pink-

- 頬に潮風　
  - Seiko Box
  - Complete Bible
  - Touch Me, Seiko II
  - Seiko Matsuda Sweet Days